# Grundschule Tangermünde
Die Grundschule Tangermünde ist eine Grundschule in der Stadt Tangermünde in Sachsen-Anhalt.

## Beschreibung
Die Grundschule trägt den Beinamen „Comenius“ nach dem Philosophen, Pädagogen und evangelischen Theologen Johann Amos Comenius.
Sie befindet sich in der Schäferstraße 12 – 14 zu Tangermünde in der Nähe der Stadtmauer und steht als Teil des Denkmalbereichs „Altstadt“ unter Denkmalschutz. Im Denkmalverzeichnis von Sachsen-Anhalt ist dieser Denkmalbereich mit der Erfassungsnummer 094 75321 eingetragen. Das Schulgebäude entstand 1856 und wurde als Mädchenvolksschule errichtet. Bis 1937 wurden weitere Baukörper aus Backstein – stilistisch dem Hauptgebäude angepasst – angebaut. Tangermünde verfügt über eine fast vollständig erhaltene mittelalterliche Stadtbefestigung. Auf einer Länge von rund zwei Kilometern umfasst ein Schutzring aus Backstein die historische Altstadt. Für den Bau Comeniusschule wurde, um Baufreiheit für den Schulneubau zu schaffen, ein 40 Meter breites Stück der mittelalterlichen Stadtbefestigung abgerissen und durch einen Eisenzaun ersetzt. Die Schüler der Comenius Grundschule gelangen seit 1865 durch den mit einer Treppe versehenen Durchgang durch eine ehemalige Gruft auf einen Teil ihres Schulhofs.
Die Portale der flankierenden Anbauten sind rundbogig, ihre Fassaden werden durch Friese und Gesimse gegliedert. Über den je sieben Fensterachsen dieser Anbauten befinden sich zum Teil Dachgauben. Der mittlere Baukörper ist kleiner als die Anbauten, aber wie diese zweigeschossig und symmetrisch aufgebaut. Ein mit Backsteinformen geschmückter Risalit betont den Eingangsbereich. Die horizontale Gliederung erfolgt bei diesem Baukörper durch Streifen von andersfarbigen Steinen. An der Hofseite weisen alle drei Baukörper einen Risalit auf. Zur Schule gehören auch eine 1904 errichtete Turnhalle und ein Hort im Grete-Minde-Haus.

## Profil und Angebote
Das Hauptprofil der Schule bezieht sich auf die Fitnessorientierung. In der Zielstellung sollen Lernen und Bewegung bei der Kompetenz- und Persönlichkeitsentwicklung eine Einheit bilden. Täglich eine Stunde sportliche Betätigung soll den Schülerinnen und Schülern Freude an Fitnessaktivitäten vermitteln.
In der Schule erhalten zum Beispiel bereits Zweitklässler Schwimmunterricht. 2018 hatte die Schule bei einer Kapazität von 432 Schülern 316 Schüler.

## Aktuelle Situation
Die Schule gilt als beliebte Einrichtung für angehende Pädagogen.